# 로버트 레드퍼드
찰스 로버트 레드퍼드 주니어(Charles Robert Redford Jr., 1936년 8월 18일 ~ )는 미국의 전직 배우이며 선댄스 영화제의 설립자이다. 1969년 출연한 《내일을 향해 쏴라》로 명성을 얻기 시작했으며, 1973년작 《스팅》으로 오스카상 남우주연상 후보에 올랐다. 1980년에 감독으로 참여한 《보통 사람들》로 오스카 감독상을, 2002년에 오스카 평생 공로상을 받았다. 국제적인 환경보호운동과 평화운동에도 참여하고 있다. 2010년 10월 14일 프랑스 정부로부터 영화와 환경에 대한 공로를 인정받아 레종드뇌르 훈장을 받았다. 2012년 2월 3일 환경전문 블로그 onearth.org에 제주도 강정해군기지 건설에 반대하는 국제적인 연대운동을 호소하는 장문의 글을 올렸다.

## 출연 작품
- 《아웃 오브 아프리카》
- 《업 클로즈 앤 퍼스널》
- 《스팅》
- 《내일을 향해 쏴라》
- 《흐르는 강물처럼》 - 나레이터 역 (목소리)
- 《오글라라 사건》 - 나레이터 역 (목소리)
- 《고모론》 - 게스트 역
- 《은밀한 유혹》 - 존 게이지 역
- 《업 클로즈 앤 퍼스널》 - 워렌 저스티스 역
- 《앤썸》 - 본인 역 (다큐멘터리)
- 《호스 위스퍼러》 - 톰 부커 역
- 《라스트 캐슬》 - Lt. Gen. 유진 어빈 역
- 《스파이 게임》 - 네이슨 역
- 《캡틴 아메리카: 윈터 솔져》 - 알렉산더 피어스 국장 역
- 《지구: 놀라운 하루》 - 내레이션
- 《디스커버리》 - 토마스 역
- 《아워 소울즈 앳 나이트》
- 《올드 맨 앤 더 건》
- 《어벤져스: 엔드게임》 - 알렉산더 피어스 국장 역

## 연출 작품
- 《흐르는 강물처럼》(1992)
- 《퀴즈 쇼》(1994)
- 《그녀를 위하여》(1996) - 기획
- 《베가 번스의 전설》(2000)
- 《목격자》(2002,제작)
- 《모터싸이클 다이어리》(2004,제작)
- 《로스트 라이언즈》(2007)
- 《음모자》(2010)
- 《컴퍼니 유 킵》(2012)

## 수상 경력
- 1966년 제23회 골든글로브시상식 신인남우상
- 1970년 헤이스티 푸딩 씨어트리컬 올해의 남성상
- 1971년 제24회 영국아카데미시상식 남우주연상
- 1974년 다비드 디 도나텔로 어워즈 외국남자배우상
- 1981년 제38회 골든글로브시상식 감독상
- 1981년 제33회 미국감독조합상 영화부문 감독상
- 1981년 제53회 아카데미시상식 감독상
- 1994년 제51회 골든글로브시상식 평생공로상
- 1996년 제2회 미국배우조합상 공로상
- 2002년 제74회 아카데미시상식 공로상
- 2005년 제40회 카를로비바리국제영화제 세계영화공헌상
- 2005년 제28회 미국케네디센터상
- 2009년 제52회 샌프란시스코국제영화제 피터 제이 오언스상
- 2010년 레종드뇌르 훈장
- 2013년 제78회 뉴욕비평가협회상 남우주연상
- 2014년 제29회 산타바바라국제영화제 아메리칸 리비에라상
- 2015년 제42회 링컨센터 갈라트리뷰트상

## 참고
1. ↑  “Yahoo! News, July 15, 2009: "Robert Redford marries German girlfriend"”. 2009년 7월 18일에 원본 문서에서 보존된 문서. 2009년 7월 18일에 확인함.
2. ↑  Ancestry.com. California Birth Index, 1905-1995 [database on-line]. Provo, UT, USA: The Generations Network, Inc., 2005. Original data: State of California. California Birth Index, 1905-1995. Sacramento, CA, USA: State of California Department of Health Services, Center for Health Statistics.
3. ↑  유세진 (2010년 10월 15일). “로버트 레드퍼드, 佛 레종드뇌르 수상”. 뉴시스. 2016년 3월 6일에 원본 문서에서 보존된 문서. 2010년 10월 15일에 확인함.
4. ↑  임지욱 (2012년 2월 5일). “로버트 레드포드 "제주해군기지 중단하라"”. 뷰스앤뉴스. 2012년 2월 5일에 확인함.